# Venturia nigriscapus
Venturia nigriscapus är en stekelart som först beskrevs av Henry Lorenz Viereck 1921.  Venturia nigriscapus ingår i släktet Venturia och familjen brokparasitsteklar. Inga underarter finns listade i Catalogue of Life.